# Authadistis
Authadistis är ett släkte av fjärilar. Authadistis ingår i familjen nattflyn.
Kladogram enligt Catalogue of Life:
| Authadistis | \| \| Authadistis camptogramma \| \| \| \| \| \| Authadistis metaleuca \| \| \| \| \| \| Authadistis nyctichroa \| \| \| \| |
|             | \| \| Authadistis camptogramma \| \| \| \| \| \| Authadistis metaleuca \| \| \| \| \| \| Authadistis nyctichroa \| \| \| \| |
|             | Authadistis camptogramma |
|             | |
|             | Authadistis metaleuca |
|             | |
|             | Authadistis nyctichroa |
|             | |